# Lavaux-Oron
Lavaux-Oron (fr. District de Lavaux-Oron, niem. Bezirk Lavaux-Oron) – okręg w zachodniej Szwajcarii, w kantonie Vaud. Siedziba administracyjna okręgu znajduje się w miejscowości Bourg-en-Lavaux. 

## Podział administracyjny
Okręg składa się z 16 gmin (commune) o powierzchni 140,00 km² i o liczbie mieszkańców 64 477.
1. Belmont-sur-Lausanne
2. Bourg-en-Lavaux
3. Chexbres
4. Forel (Lavaux)
5. Jorat-Mézières
6. Lutry
7. Maracon
8. Montpreveyres
9. Oron
10. Paudex
11. Puidoux
12. Pully
13. Rivaz
14. Saint-Saphorin (Lavaux)
15. Savigny
16. Servion

## Zmiany administracyjne
- 1 stycznia 2003
  - przyłączenie gminy La Rogivue do gminy Maracon
- 1 lipca 2011
  - utworzenie gminy Bourg-en-Lavaux z gmin Cully, Epesses, Grandvaux, Riex i Villette (Lavaux)
- 1 stycznia 2012
  - przyłączenie gminy Les Cullayes do gminy Servion
  - utworzenie gminy Oron z gmin  Bussigny-sur-Oron, Châtillens, Chesalles-sur-Oron, Ecoteaux, Oron-la-Ville, Oron-le-Châtel, Palézieux, Les Tavernes, Les Thioleyres i Vuibroye
- 1 lipca 2016
  - utworzenie gminy Jorat-Mézières z gmin Carrouge, Ferlens i Mézières
- 1 stycznia 2022
  - przyłączenie gminy Essertes do gminy Oron